# Vårtskräling
Vårtskräling (Flammulaster limulatus) är en svampart som tillhör divisionen basidiesvampar, och som först beskrevs av Fr., och fick sitt nu gällande namn av Watling. Vårtskräling ingår i släktet Flammulaster, och familjen Tubariaceae. Arten är reproducerande i Sverige.